# 康莱尔
康莱尔（法語：Canlers）是法国北部-加来海峡大区加来海峡省的一个市镇，属于蒙特勒伊区弗吕日县。该市镇2009年时的人口为159人。

## 人口
康莱尔人口变化图示
| 数据来源：INSEE |